# Vanessa Benelli Mosell

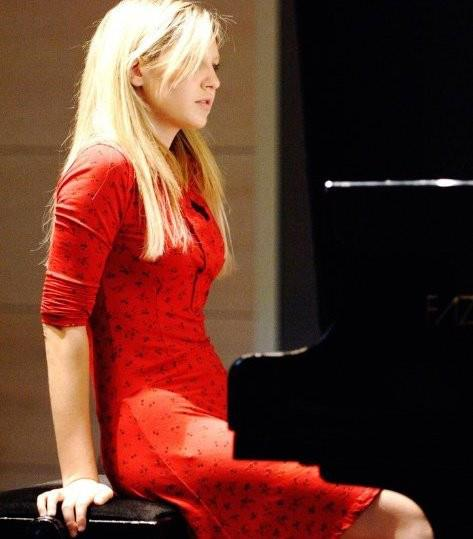
Benelli Mosell in Kürten bei den Stockhausen-Tagen 2014

Vanessa Benelli Mosell (* 15. November 1987 in Prato, Italien) ist eine italienische klassische Pianistin sowie Dirigentin.

## Biografie
Vanessa Benelli Mosell erhielt seit dem vierten Lebensjahr Klavierunterricht. Als Siebenjährige wurde sie an der International Piano Academy in Imola zugelassen, wo sie bei Franco Scala studierte. Im Alter von neun Jahren trat sie erstmals mit einem Orchester als Solistin auf und gab mit elf ihr Debüt in New York zusammen mit dem Pianisten Pascal Rogé.
2007 wurde sie vom Moskauer P.-I.-Tschaikowski-Konservatorium eingeladen, bei Michail Woskressenski zu studieren, bevor sie ihre Studien bei Dmitri Alexejev am Royal College of Music in London fortsetzte und dort 2012 abschloss. Neben ihrem Klavierstudium studierte sie Geige, Gesang, Partiturlesen, Komposition und Dirigieren.
Benelli Mosell studierte Dirigieren in Straßburg mit Luca Pfaff, in Lugano Conservatorio della Svizzera Italiana mit Arturo Tamayo und in Pärnu Järvi Conducting Academy mit Neeme Järvi, Paavo Järvi und Kristjan Järvi und zu ihren Mentoren zählen die Maestros Cristian Măcelaru, Paavo Järvi, Mikko Franck, Daniel Harding und John Axelrod.

## Karriere
Zu den Höhepunkten ihrer Karriere gehören ihr Debüt an der Mailänder Scala, am Teatro Regio di Torino und beim MiTo-Festival Mailand/Turin; Soloauftritte im Muziekgebouw, Amsterdam, und im Seoul Arts Center; ein Porträtkonzert in der National Concert Hall, Dublin in Irland, mit Konzerten von Rachmaninow und George Benjamin; Kammermusikkonzerte mit dem russischen Geiger Vadim Repin; eine Tournee in China mit Soloauftritten, u. a. im National Centre for the Performing Arts, Beijing, dem Harbin Grand Theatre und dem Chongqing Guotai Arts Center; Auftritte in der Salle Gaveau, Paris, wo sie mit dem Orchestre Pasdeloup das 1. Klavierkonzert von Chopin spielte, und ihr Recital im Salle Cortot in Paris.
Vanessa Benelli Mosell war schon in jungen Jahren von Orchester und Oper fasziniert und sich der Rolle des Klaviers als „symphonischem“ Instrument stets bewusst. 2018 gab sie ihr Debüt als Dirigentin in einem Konzert mit Werken des französischen Komponisten Gérard Grisey; sie hat seitdem das Dirigieren erfolgreich in ihre Karriere als Pianistin integriert. Zu den Komponisten, die ihr als Dirigentin besonders am Herzen liegen, zählen Mahler, Tschaikowsky und Brahms.
2023 tritt sie als Dirigentin in Rom mit dem JuniOrchestra der Accademia di Santa Cecilia auf sowie mit dem Orchestra Sinfonica di Sanremo (mit Werken von Muratore, Finzi und Elgar), 2024 in Paris bei Radio France und beim Grame in Lyon mit dem Elektronik-/ Akustikensemble Le Balcon und mit dem Recreation Das Orchester Graz, Vancouver Symphony Orchestra und Cyprus Symphony Orchestra.
Zu den Höhepunkten ihrer jüngsten Tätigkeit gehören Auftritte mit Ensembles und Orchestern wie der Klassischen Philharmonie Bonn (Konzerthaus Berlin, Laeiszhalle Hamburg, Stuttgarter Liederhalle), Järvi Academy Sinfonietta, Youth Academic Symphony Orchestra of Ukraine, Lithuanian State Symphony Orchestra (LVSO), dem Mailänder Divertimento Ensemble, dem Romanian Chamber Orchestra, United Europe Symphony Orchestra, dem Wiener Kammerorchester (österreichische Erstaufführung von Eric Tanguys „Incanto“ für Orchester) und dem Witold LutosławskiChamber Philharmonic auf. 2019 gewann sie den zweiten Preis in der europäischen Runde des ersten weltweiten Wettbewerbs für Orchesterdirigentinnen MAWOMA (Music And Women Maestra).
2018 gab sie ihr Debüt mit dem Royal Scottish National Orchestra sowie Konzerte mit dem London Philharmonic Orchestra in der Royal Festival Hall, South Bank Centre. Beim Al-Bustan Festival in Beirut spielte sie Ravels Klavierkonzert und eröffnete im Auditorium von Radio France in Paris das Festival Présences 2019.
Zu ihren weiteren Auftritten mit Orchestern zählen Konzerte mit dem Orchester des Teatro Comunale di Bologna, dem Orchester des Teatro Regio di Torino, dem Orchestre National de France, dem Orchestre Philharmonique de Strasbourg, dem Orquesta Simon Bolivar de Venezuela, dem Royal Scottish National Orchestra, dem RTE Orchestra Dublin, den Münchner Symphonikern, dem Zürcher Kammerorchester, dem London Philharmonic Orchestra, dem Edmonton Symphony Orchestra, dem Jerusalem Symphony Orchestra und den Moscow Soloists, mit denen sie als Ersatz für Martha Argerich als Solistin auftrat.
Benelli Mosell hat Konzerte und Recitals in nahezu allen bekannten Konzerthallen der Welt gespielt, in Deutschland unter anderem in der Hamburger Laeiszhalle und der Berliner Philharmonie.
Benelli Mosell studierte Dirigieren in Straßburg und war Preisträgerin von Festivals auf Elba und Pietrasanta.
Internationale Aufmerksamkeit erregten Benelli Mosells Interpretationen von Karlheinz Stockhausens Klavierstücken. Aufgrund der Einspielung der Klavierstücke I–IV für das italienische Fernsehen lud der Komponist sie ein, bei ihm zu studieren. Er war der Meinung, dass sie die Befähigung habe, „Menschen meine Musik näherzubringen“. Als Mentor formte er ihr Verständnis von (Neuer) Musik. Im Anschluss hat Benelli Mosell mit zeitgenössischen Komponisten zusammengearbeitet, u. a. mit Karol Beffa, George Benjamin, Hugues Dufourt, Stefano Gervasoni, Martin Matalon und Marco Stroppa.
Als Kammermusikerin arbeitete sie mit Renaud und Gautier Capuçon, Julian Rachlin, Vadim Repin, Massimo Quarta, Daishin Kashimoto, Radovan Vlatković und seinem Partner, dem französischen Cellisten Henri Demarquette, mit dem sie für Decca das Album Echoes veröffentlichte, eine Gegenüberstellung von Werken für Cello und Klavier von Philip Glass und Sergei Rachmaninow.

## Werk
Benelli Mosell gab ihr Debüt als Studiomusikerin mit ihrem Album Introducing Vanessa Benelli Mosell, Virtuoso Piano Music mit Musik von Prokofjew, Haydn, Skrjabin und Liszt und wurde international gelobt wegen ihrer „außerordentlichen künstlerischen Begabung“ und ihrer „blendenden technischen Beherrschung anspruchsvoller Musik“ (Gramophone Magazin).
Ihrer Debüt-CD folgte im September 2012 ihr zweites Album, Liszt Recital. Im Frühling 2015 veröffentlichte Benelli Mosell – als Debüt-Album für Decca – ihre Einspielung einer Zusammenstellung von Werken von Karol Beffa, Stockhausen und Strawinsky und ließ 2016 mit Lights eine weitere Aufnahme ihrer Stockhausen-Serie folgen.
Internationale Anerkennung erhielt sie für ihre erste Konzerteinspielung von Rachmaninows Klavierkonzert Nr. 2 mit dem London Philharmonic Orchestra.
Bisher (April 2021) hat sie bei Decca Classics fünf Aufnahmen veröffentlicht, zuletzt ein Album mit Debussys Préludes (1. Heft) und der Suite bergamasque.
Benelli Mosell ist offizieller Steinway Artist.